# Sjalva Tsjigirinski
Sjalva Pavlovitsj Tsjigirinski (Russisch: Шалва Павлович Чигиринский) (Koetaïsi, Georgië, 1 juli 1949) is een Russische 'oligarch' (zakenmiljardair). Hij is actief in vastgoed en olie. Forbes schat zijn vermogen op 2,3 miljard dollar. In Nederland wordt zijn naam genoemd in verband met de overname op 16 augustus 2010 van de Arnhemse voetbalclub SBV Vitesse door de Georgische ondernemer Merab Zjordania.

## Loopbaan
Na zijn artsenstudie aan het Medisch Setsjenov-Instituut in Moskou emigreerde Tsjigirinski, in 1987, naar Spanje. Twee jaar later trok hij naar Duitsland, waar hij medeoprichter werd van vastgoedmaatschappij S&T Group, waaraan ook zijn jongere broer Aleksandr Tsjigirinski deelnam. In de jaren negentig werd hij grootaandeelhouder van oliebedrijf Sibir Energy in Londen. Tsjigirinski kreeg in het Westen vooral bekendheid dankzij de Ruslandtoren in Moskou, die in 2012 de hoogste wolkenkrabber van Europa had moeten worden. Het stadsbestuur van Moskou schrapte het project in augustus 2009.

## Reputatie
In 2009 spande Sibir Energy een rechtszaak aan tegen voormalig grootaandeelhouder Tsjigirinski. Het bedrijf eist ten minste 325 miljoen Amerikaanse dollar van de zakenman, omdat hij weigert zijn onroerendgoedbelangen over te dragen. Daarnaast spelen er nog andere rechtszaken, onder meer tussen het gemeentebestuur van Moskou en Tsjigirinski. Zijn aandeel in Sibir Energy werd overgenomen door de Russische bank Sberbank. Er loopt een onderzoek tegen Tsjigirinski wegens belastingontduiking. Het hooggerechtshof in Londen legde op 3 juli 2009 beslag op het onroerend goed van Tsjigirinski in verscheidene landen, waaronder Rusland.